# سان ليجي
سان ليجي (بالفرنسية: Saint-Léger, Alpes-Maritimes)‏ هي  بلدية فرنسية تقع في إقليم الألب البحرية من منطقة بروفنس ألب كوت دازور في جنوب شرق فرنسا. تبلغ مساحة هذه المدينة 4.61 (كم²)، وترتفع عن سطح البحر 1000 م، يبلغ عدد سكانها 69 نسمة حسب إحصاء المعهد الوطني للإحصاء والدراسات الاقتصادية سنة 2009 م. وترأس Edouard David البلدية خلال فترة (2008-2014).

## وصلات خارجية
- صفحة البلدية على موقع المعهد الوطني للإحصاء والدراسات الاقتصادية